# 로스트 테이프
로스트 테이프는 애니멀 플래닛에 방송된 미국 TV 공포 시리즈이다. 추파카브라와 빅풋과 같은 늑대 인간과 뱀파이어, 그리고 외계인 (에일리언, 파충류)과 같은 초자연적 생물을 포함한 미확인동물과 충격적인 만남을 묘사하는 찾은 장면이다.
할로윈 2008년 10월 30일 애니멀 플래닛에서 파일럿 (추파카브라)을 방영, 하지만 시리즈는 공식적으로 1월 6일에 초연, 2009년 애니멀 플래닛 9월 29일에 두 번째 시즌을 의뢰하여 초연, 2009년 시즌 3와 함께 9월 28일 2010년 좀비와 크라켄이 등장하는 에피소드로 초연. 플래닛 그린에서도 방영되었다.

## 같이 보기
- 찾은 장면
- 미확인동물학
- 미확인동물